# Nicrophorus heurni
Nicrophorus heurni är en skalbaggsart som beskrevs av Gaston Portevin 1926. Nicrophorus heurni ingår i släktet Nicrophorus och familjen asbaggar. Inga underarter finns listade i Catalogue of Life.